# Gnaeus Cornelius Pulcher
Gnaeus Cornelius Pulcher war ein römischer Politiker und Senator zur Zeit des Trajan und des Hadrian. Der Ritter aus Epidauros war während der Regentschaft des Trajan Prokurator der Provinz Epirus. Zur Zeit Hadrians war er mit juristischen Vollmachten (iuridicus) in der Provinz Ägypten. Er war mit dem Historiker Plutarch und dem Philosophen Epiktet bekannt.